# Vilde kaniner
"Vilde kaniner"  er en sang af det danske band Gnags. Den blev oprindeligt udgivet i 1984 på albummet Den blå hund (GENLP 141) og som A-side på 7" singlen "Vilde kaniner / Går med hunden gennem byen" (GENS 1017).
Sangen er medtaget på følgende Gnags' opsamlingsalbum:
- 13 rigtige (GENLP 157) fra 1986
- Under bøgen (Greatest Hits 1978-88)" (GENLP 170) fra 1988
- Gnags Greatest (GENCD 234) fra 1999
- Siden 66 (GENLYD 2000) fra 2005
- Monster Hits fra 2016

## Coverversioner
"Vilde kaniner" er blevet fortolket og genindspillet af:
- Sonja Hald[3]
- De Underjordiske[4]

Sonja Hald har komponeret en helt ny melodi til Peter A.G. Nielsens tekst, og De Underjordiske har lavet en tro kopi.